# Agnes Taar
Agnes Taar (mit bürgerlichem Namen Agnes-Elsa Blaubrük, estisiert Kajara, * 5. Septemberjul. / 17. September 1897greg. in Maru, Gemeinde Halliste; † 7. Dezember 1976 in Tartu) war eine estnische Schriftstellerin.

## Leben
Taar machte 1916 als Externe in Pärnu ihr Abitur und war ein Jahr später nach Absolvierung einiger pädagogischer Kurse bereits Volksschullehrerin. In diesem Beruf war sie bis 1925 an verschiedenen Schulen tätig. Nach einem Jahr (1927–1928) als Postangestellte in Viljandi lebte sie ab 1928 als freiberufliche Schriftstellerin in Tartu.
Taar war 1931–1932 bei der Zeitschrift Eesti Naine ('Die estnische Frau') und wurde 1940 in den Estnischen Schriftstellerverband aufgenommen. Nach den politischen Umwälzungen in Estland wurde sie jedoch 1950 wieder aus dem Verband ausgeschlossen. 1976 ging sie gemeinsam mit ihrem Mann in den Freitod.

## Werk
Agnes Taar debütierte 1924 mit Geschichten und Gedichten für Kinder und legte 1928 ihr erstes Kinderbuch vor. Hierin waren die Verse „schwerfällig und stellenweise technisch unkorrekt“, aber spätere Sammlungen erreichten ein höheres Niveau. Seit Beginn der 1930er-Jahre schrieb Taar Schauspiele für Erwachsene, die von einer „farbenfrohen Volkssprache“ und „schönen Situationskomik“ gekennzeichnet waren. Die Stücke wurden seinerzeit viel gespielt, haben aber letztlich nicht dem Zahn der Zeit standgehalten.
In vielen ihrer Werke beschäftigte Taar sich, darin Helmi Mäelo vergleichbar, mit Frauen- bzw. Emanzipationsfragen. 1938 und 1940 veröffentlichte sie zwei stark autobiografisch geprägte Entwicklungsromane, die auf ein geteiltes Echo stießen. Während eine Kritikerin bemängelte, der zweite Band Herumstreunend und auf der Flucht biete nichts weiter als eine „überholte Moral“, wurden sie anderswo als „gelungen“ herausgestrichen.

## Bibliografie

### Schauspiele und Prosa
- Emake maamuld. Näidend 3 vaatuses ('Mütterchen Erde. Schauspiel in drei Akten'). Tartu: Noor-Eesti 1931. 65 S.
- Veskineiu. Romantiline operett 5 pildis ('Die Mühlenjungfer. Romantische Operette in 5 Bildern'). [Libretto zur Musik von A. Virkhaus]. s.l.: s.n. 1932. 75 S.
- Kõrgemäe noored. Näidend 3 vaatuses ('Die jungen Leute von Kõrgemäe. Schauspiel in 3 Akten'). Tartu: Noor-Eesti 1932. 75 S.
- Naisvallavanem. Komöödia 3 vaatuses ('Die Gemeindevorsteherin. Komödie in 3 Akten'). Tartu: Noor-Eesti 1933. 86 S.
- Kes on süüdi? Draama 4 vaatuses ('Wer hat Schuld? Drama in 4 Akten'). Tartu: Noor-Eesti 1934. 72 S.
- Kolm sündi. Näidend neljas vaatuses ('Drei Geburten. Schauspiel in vier Akten'). Tartu: Noor-Eesti 1935. 82 S.
- Naine tulikahjumärgiga. Näidend viies vaatuses ('Die Frau mit dem Brandmal. Schauspiel in fünf Akten'). Tallinn: Eesti Haridusliit 1936. 140 S.
- Mari-Ann õpetajatütar. Ühe tütarlapse eelkevad ('Lehrerstochter Mari-Ann. Der Vorfrühling eines Mädchens'). Tartu: Eesti Kirjastuse Kooperatiiv 1938. 243 S.
- Hulkumas ja põgenemas. Romaan ('Herumstreunend und auf der Flucht. Roman'). Tartu: Eesti Kirjastuse Kooperatiiv 1940. 261 S.

### Kinder- und Jugendliteratur
- Klu, klu... Luuletusi lastele ('Klu, klu… Gedichte für Kinder'). Tartu: Noor-Eesti 1928. 80 S.
- Mida kinkida emale? Lastenäidend emadepäevaks ('Was Mutter schenken? Kinderschauspiel zum Muttertag'). Tartu: Sõnavara 1929. 15 S.
- Ema armastus. Ühevaatuseline näidend lastele ('Mutters Liebe. Einakter für Kinder'). Tartu: Sõnavara 1929. 14 S.
- Imeline võõras. Jõulujutt ('Der seltsame Gast. Weihnachtsgeschichte'). Tartu: O. Luik 1930. 13 S.
- Kolm poissi ja õnnenumber ('Drei Jungs und die Glücksnummer'). Tartu: Oskar Luik 1931. 15 S.
- Mustlase koer ('Der Zigeunerhund'). Tartu: Noor-Eesti 1936. 31 S.
- Kuldnokk naasis ('Der Star ist zurückgekehrt'). Tallinn: Eesti Raamat 1970. 14 S.